# Cortinarius hemitrichus
Cortinarius hemitrichus (Christian Hendrik Persoon, 1801 ex Elias Magnus Fries, 1838), sin. Cortinarius paleaceus (Johann Anton Weinmann, 1836 ex Elias Magnus Fries, 1838) din încrengătura Basidiomycota, în familia Cortinariaceae și de genul Cortinarius, este o specie de ciuperci necomestibile nu prea răspândită care coabitează, fiind un simbiont micoriza (formează micorize pe rădăcinile arborilor). O denumire populară nu este cunoscută. În România, Basarabia și Bucovina de Nord trăiește pe sol umed, cu plăcere pe mușchi, solitar precum în grupuri mici în păduri de foioase precum în cele mixte sub carpeni și mesteceni. Apare de la câmpie la munte, din (august) septembrie până toamna târziu.

## Taxonomie

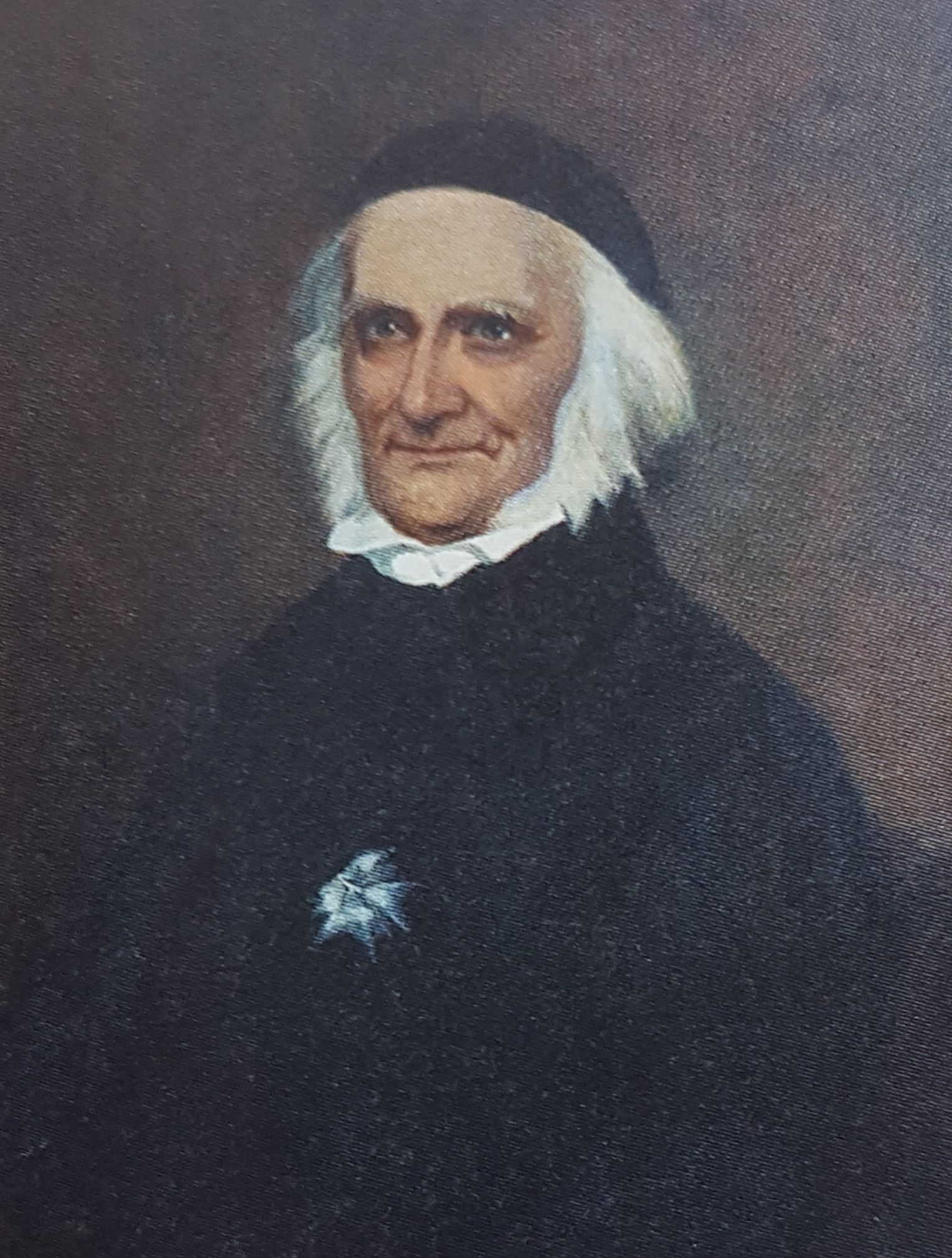
Elias M. Fries

Numele binomial a fost determinat de cunoscutul micolog bur Christian Hendrik Persoon în volumul 1 al operei sale Synopsis methodica Fungorum din 1801 drept Agaricus hemitrichus.
Apoi, în 1838, renumitul savant Elias Magnus Fries a transferat specia la genul Cortinarius sub păstrarea epitetului, de verificat în cartea sa Epicrisis systematis mycologici, seu synopsis hymenomycetum, fiind și numele curent valabil (2022). 
Taxonul Agaricus iliopodius b fuscus descris de micologul german Johann Anton Weinmann (1782-1858) în 1836 și transferat la genul Cortinarius cu epitetul paleaceus de Elias Fries tot în 1838 este văzut de Index Fungorum drept sinonim al speciei aici descrise, pe când Mycobank o vede specie independentă. De asemenea, toate celelalte încercări de redenumire precum variațiile descrise (vezi infocaseta) sunt acceptate sinonim.
Epitetul specific este derivat din cuvintele de limba greacă veche (greacă veche ἥμι=pe jumătate, unilateral și (greacă veche τρίχες=păr, aici: păros), datorită aspectului cuticulei. Epitetul sinonimului se trage din cuvântul latin (latină palea= pleavă, aici: ca de pleavă), referindu-se de asemenea la aspectul cuticulei.

## Descriere

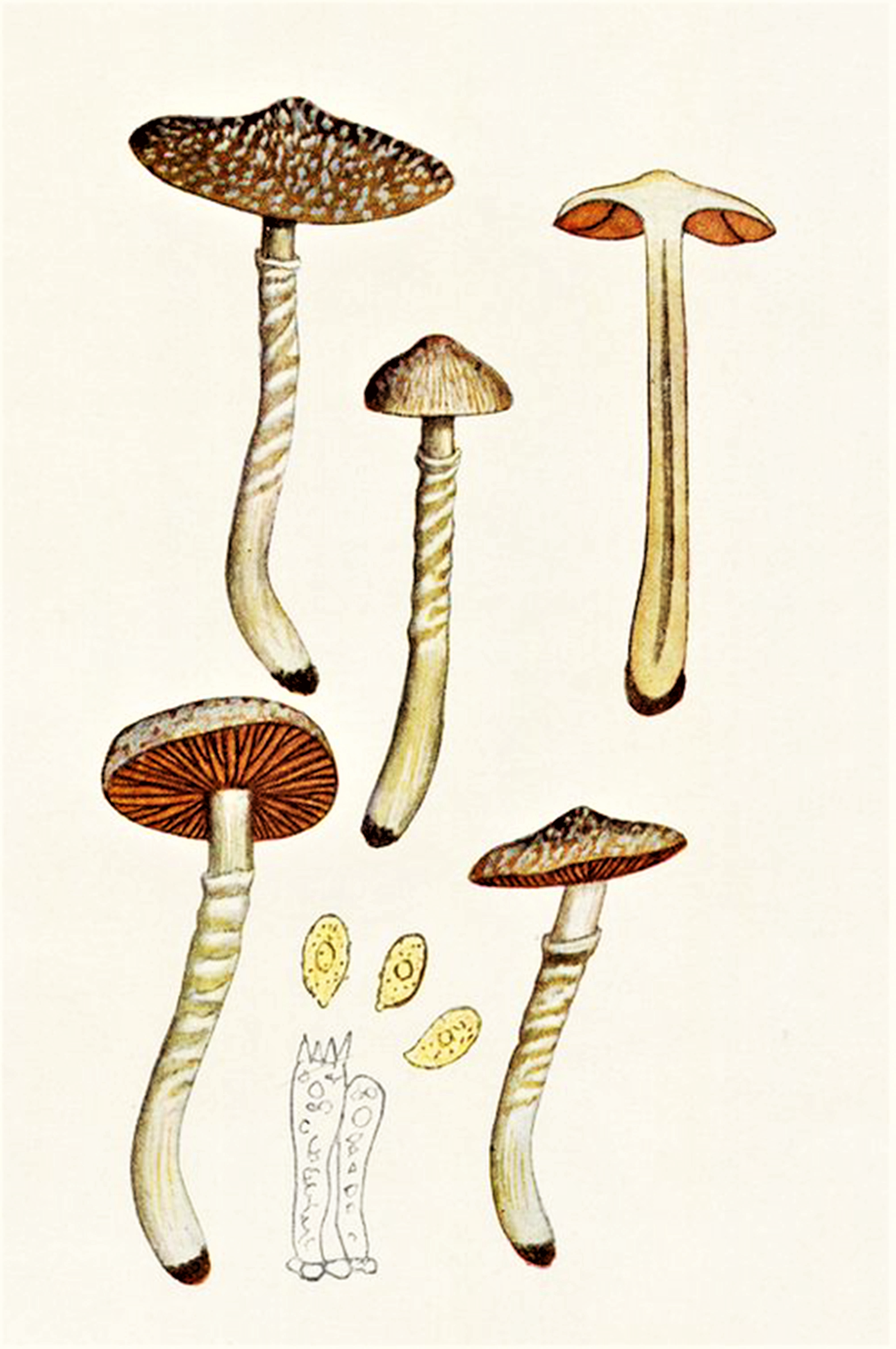
Bres.: Cortinarius paleaceus

- Pălăria: are un diametru între 2,5 și 6 cm, este destul de subțire, higrofană, la început acoperită de un văl alb și în formă de clopot cu marginea răsucită în jos, devenind în scurt timp aplatizat convexă și cocoșată ascuțit în centru. Cuticula gri-maronie până brună închis care se decolorează la bătrânețe gri-cenușiu este presărată în tinerețe de solzi respectiv fibre albe adesea cârlionțate (resturi ale vălului parțial) care dispar cu timpul. Culoarea se schimbă mereu ceva odată cu disimilitudinea umidității. Suprafața devine apoi mai întâi mătăsoasă și în sfârșit golașă.
- Lamelele: sunt subțiri, în tinerețe dense și mai târziu destul de îndepărtate între ele, bifurcate și cu lameluțe intercalate precum aderate slab bombat la picior. Coloritul este inițial gri-brun, ocru-brun până maroniu deschis, devenind cu timpul brun ca scorțișoara (dar niciodată violet), datorită pulberii sporilor. Muchiile sunt ceva mai deschise în culoare și slab zimțate.
- Piciorul: zvelt cu o lungime de 5-9 cm și un diametru de 0,4-0,8 cm, este destul de robust și fibros, plin, dar bătrân tubular gol pe dinăuntru, mai mult sau mai puțin cilindric, nu rar îndoit. Prezintă inițial o zonă inelară bătătoare la ochi albă, flocos solzoasă până în formă de cordon (resturile vălului) care însă se dizolvă cu timpul. Astfel rămâne doar o zonă inelară insinuată albicioasă care desparte tija în aspect. În sus este palid brună până gri-brună, aproape netedă, uneori străbătută de fibre subțiri longitudinale, iar în jos mai pufoasă, zonată prin cordoane neregulate, asemănătoare desenului pe pielea unei vipere care schimbă coloritul între ele, anume albicios și gri-brun.
- Carnea: este de un colorit brun-ocru și destul de fibroasă, mirosul fiind neremarcabil, după unii, cu avansarea în vârstă din ce în ce mai mult de mușcate și gustul cu toate că blând, totuși nu prea plăcut.[3][4]
- Caracteristici microscopice: are spori elipsoidali în formă de migdale aspri și fin verucoși, cu o picătură mare uleioasă în mijloc, colorați gălbui, cu o mărime de 8–10 × 5–6 microni, pulberea lor fiind ruginie. Basidiile clavate cu 4 sterigme fiecare au o dimensiune de 30-35 x 7-9 microni. Cistidele (elemente sterile situate în stratul himenal sau printre celulele din pielița pălăriei și a piciorului, probabil cu rol de excreție) sunt mai scurte și în formă de măciucă.[13]
- Reacții chimice: nu sunt cunoscute.[14]

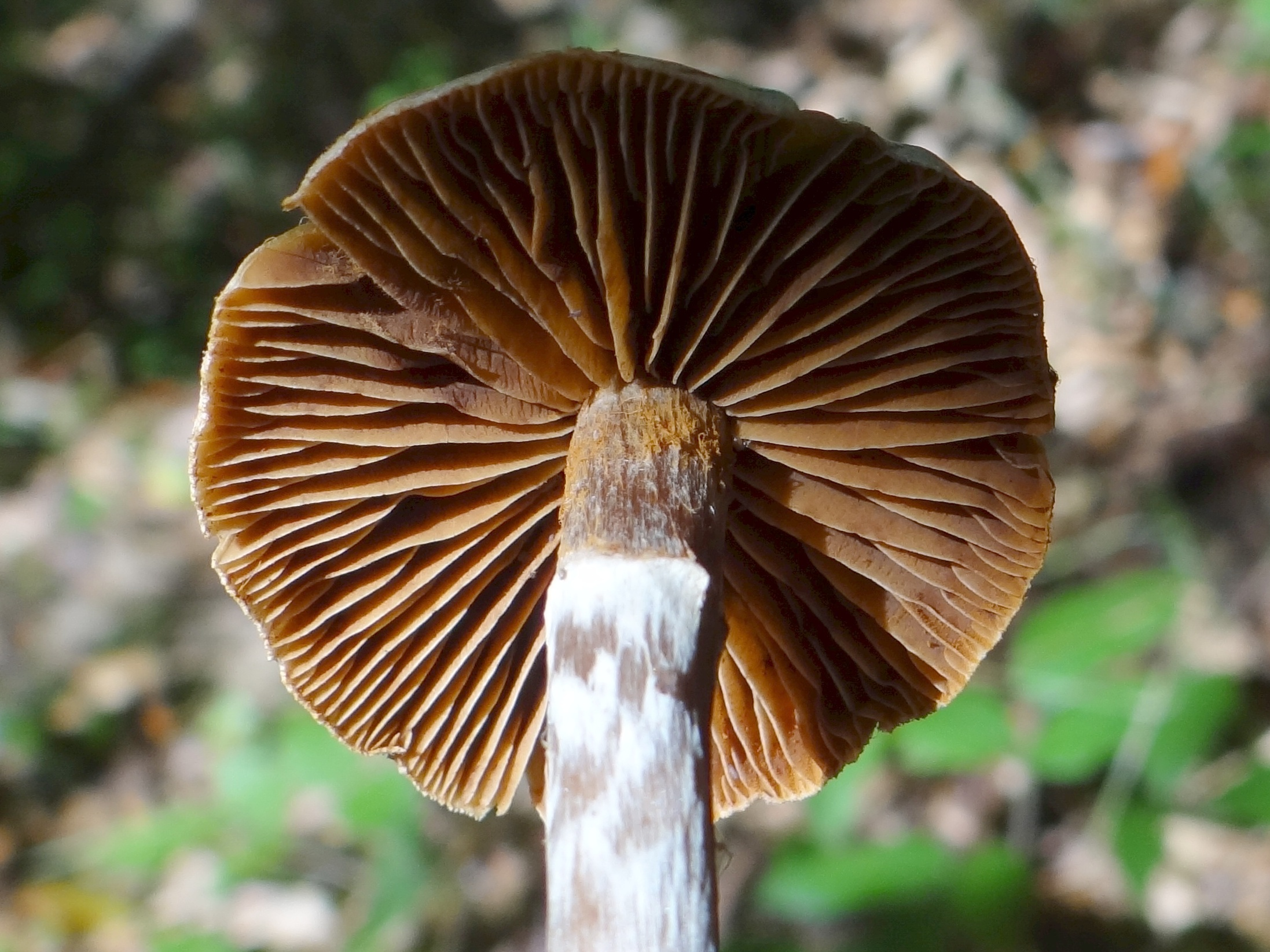
C. hemitrichus, lamele și picior
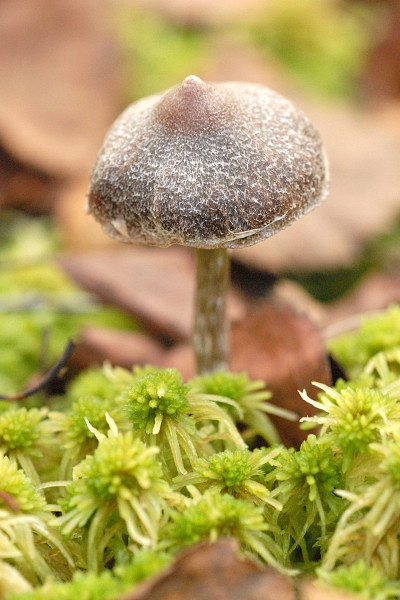
C. hemitrichus tânăr
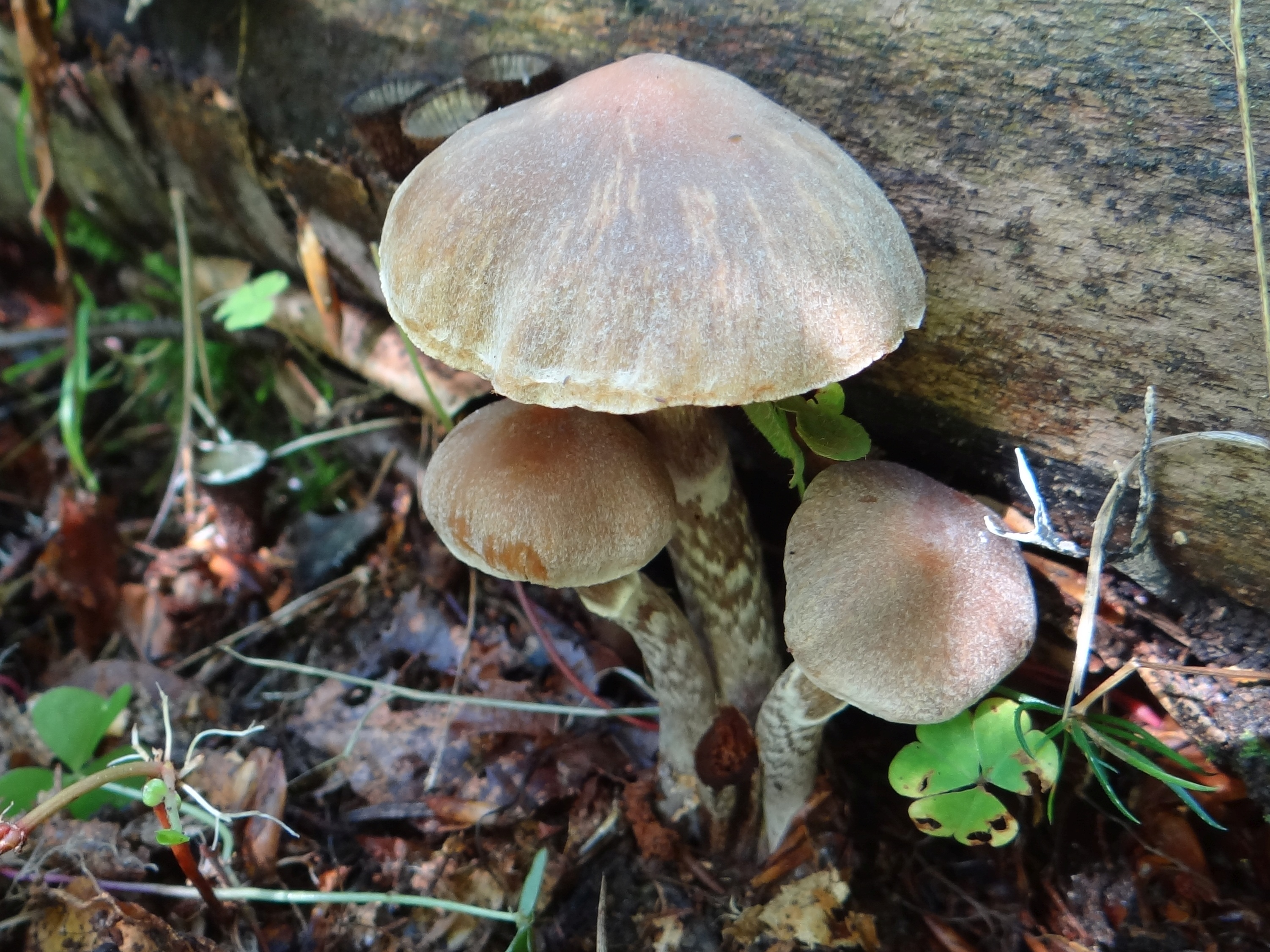
C. hemitrichus maturi

## Confuzii
Specia poate fi confundată în special cu gemenul ei Cortinarius flexipes (poate otrăvitor),, dar după ce își pierde solzii la bătrânețe și după ploi intense, de asemenea cu de exemplu Cortinarius anthracinus (necomestibil), Cortinarius bibulus sin. Cortinarius pulchellus (necomestibil), Cortinarius brunneus (poate foarte toxic), Cortinarius erythrinus sin. Cortinarius vernus (necomestibil), Cortinarius evernius (necomestibil), Cortinarius variicolor (necomestibil), dar și cu Entoloma undatum (necomestibil) sau Inocybe bongardii (otrăvitor).

## Specii asemănătoare în imagini

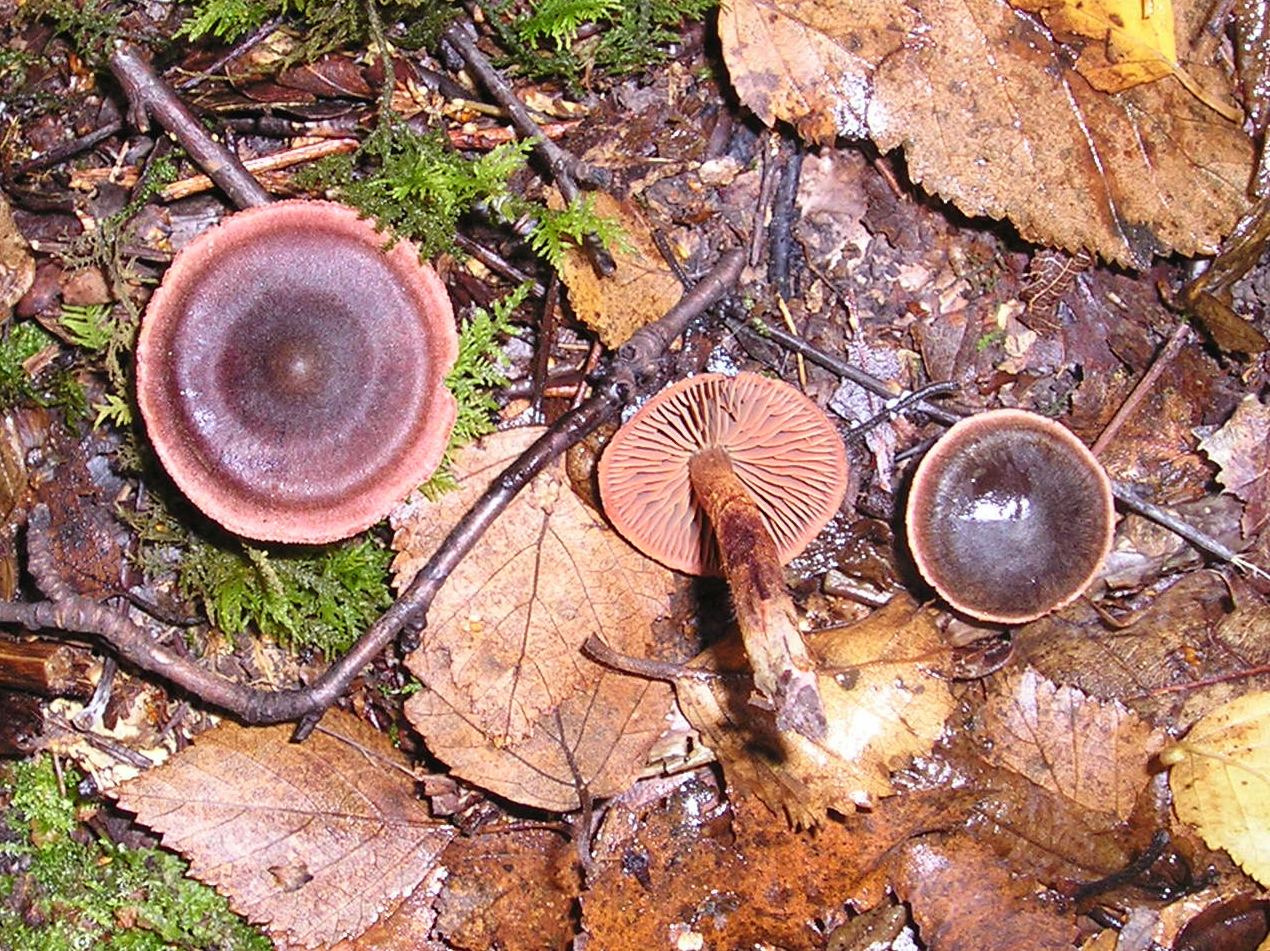
!Cortinarius anthracinus!
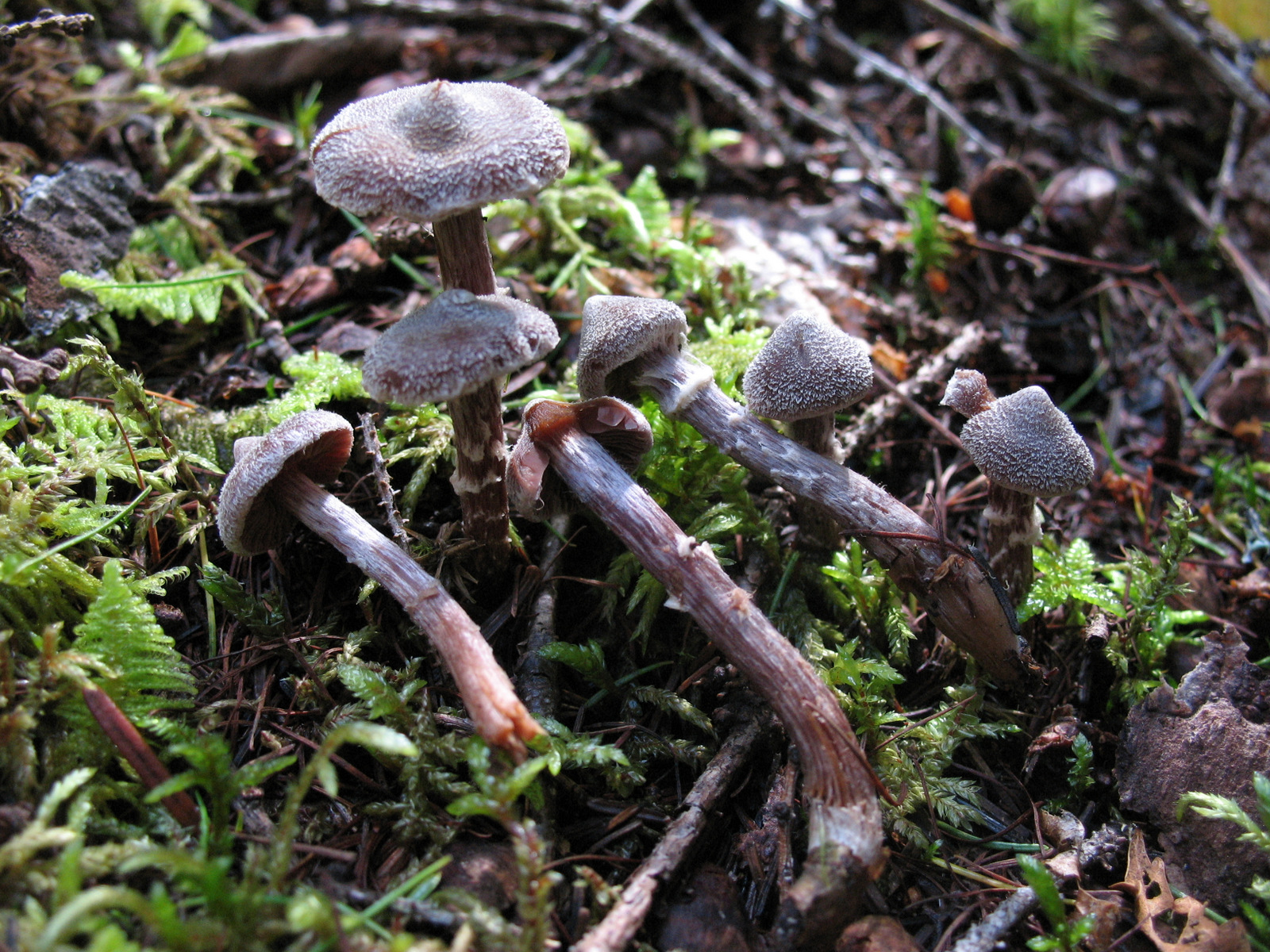
!Cortinarius bibulus sin. Cortinarius pulchellus!
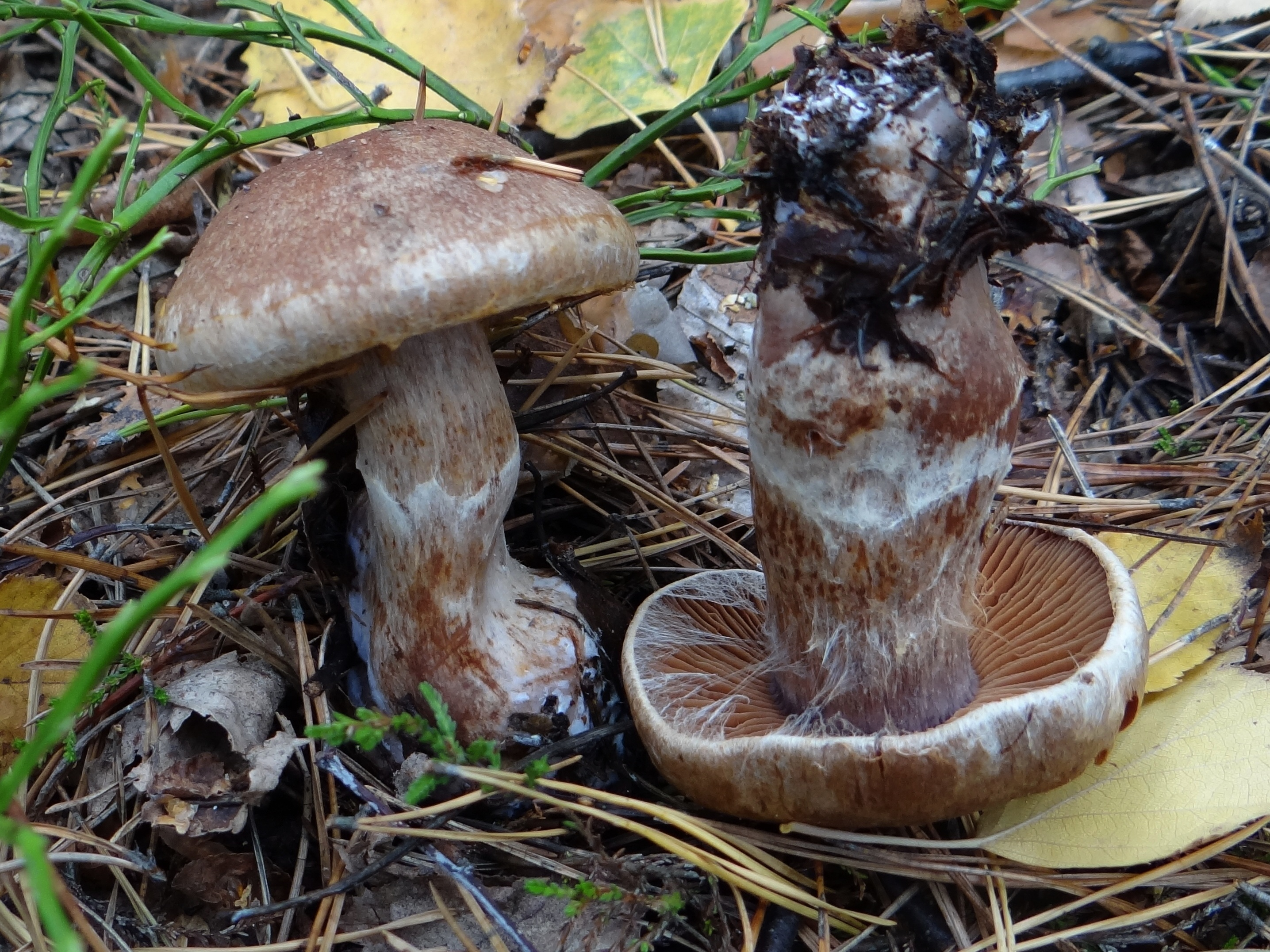
!!Cortinarius brunneus!!
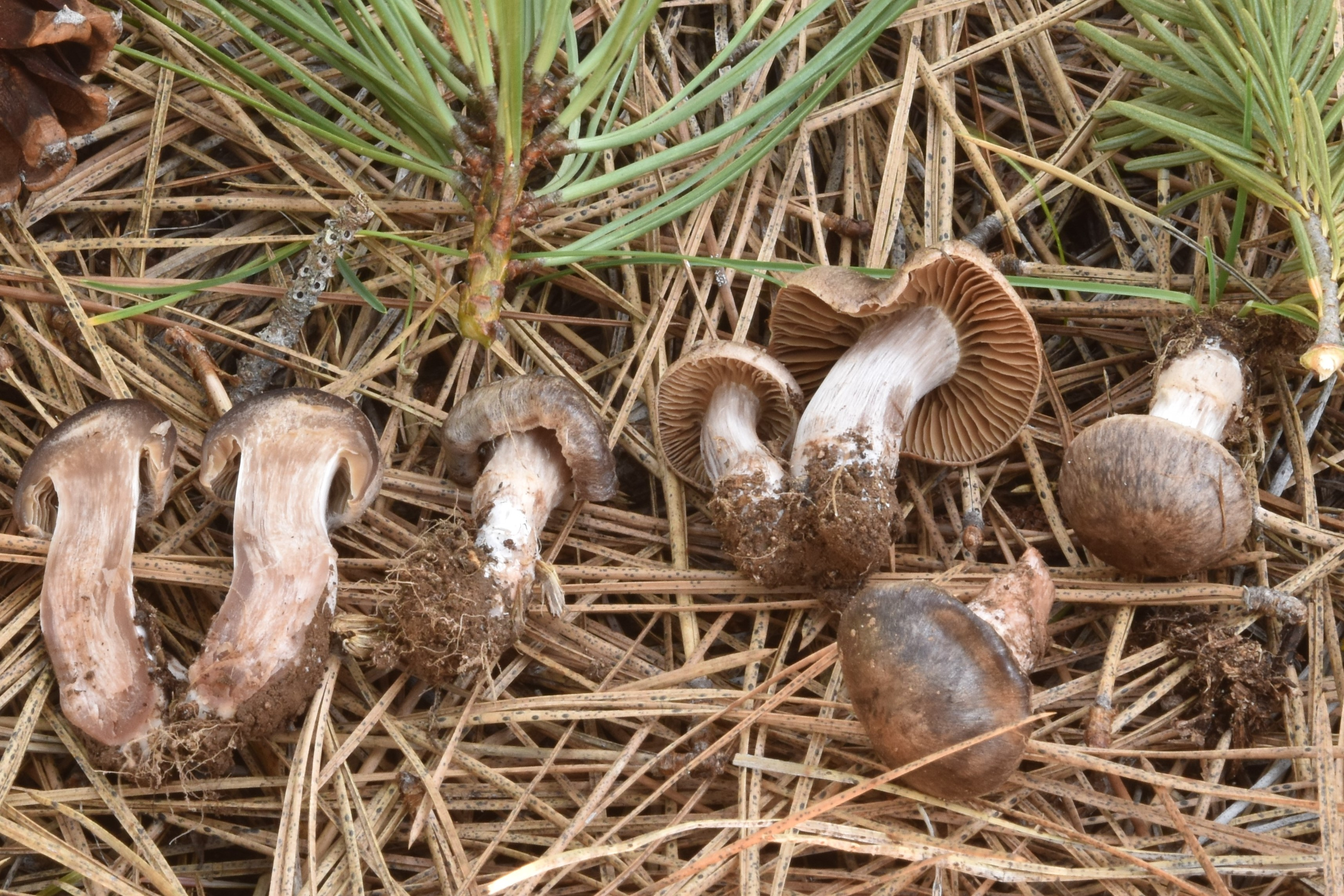
!Cortinarius erythrinus sin. Cortinarius vernus!
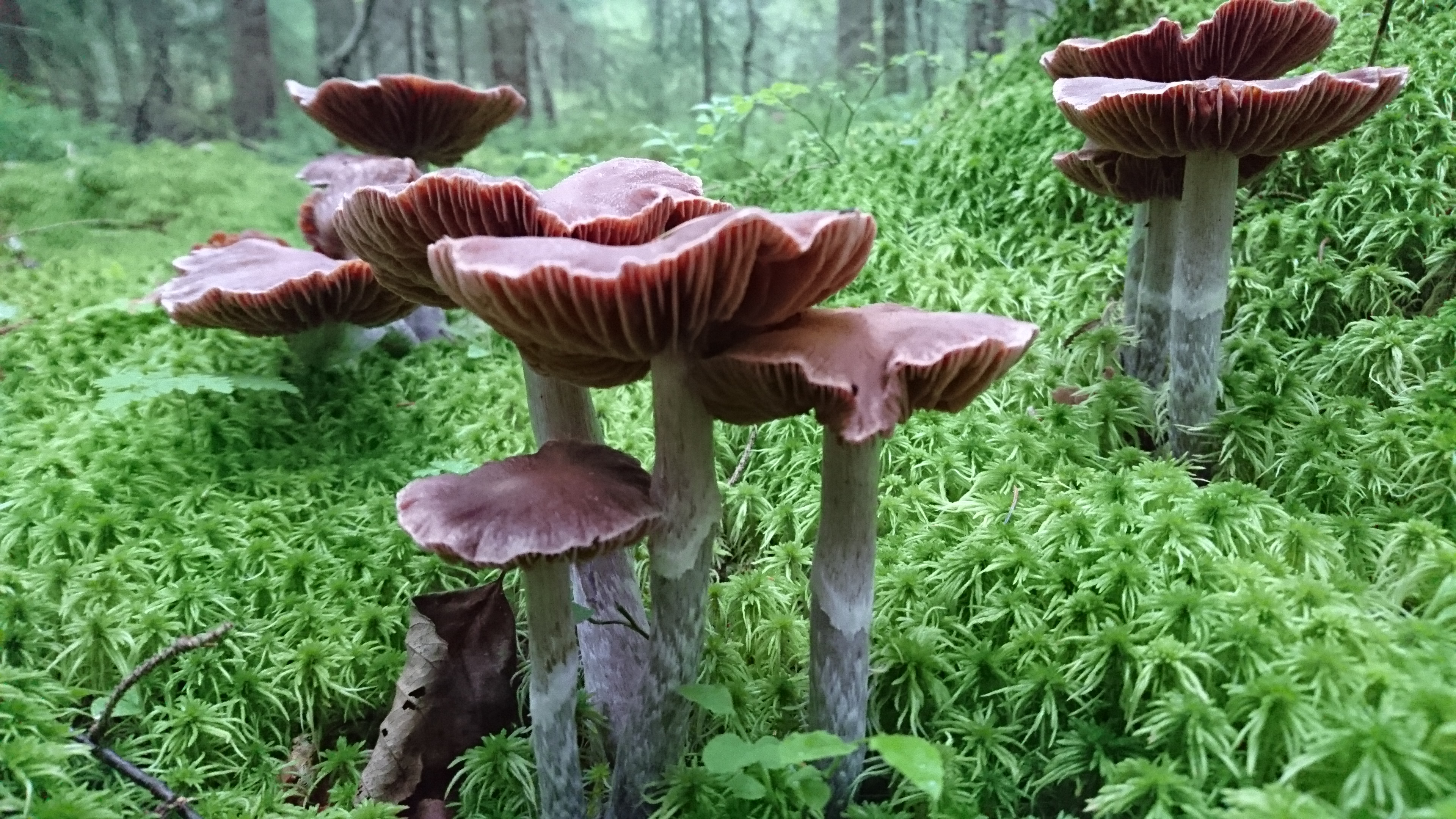
!Cortinarius evernius!
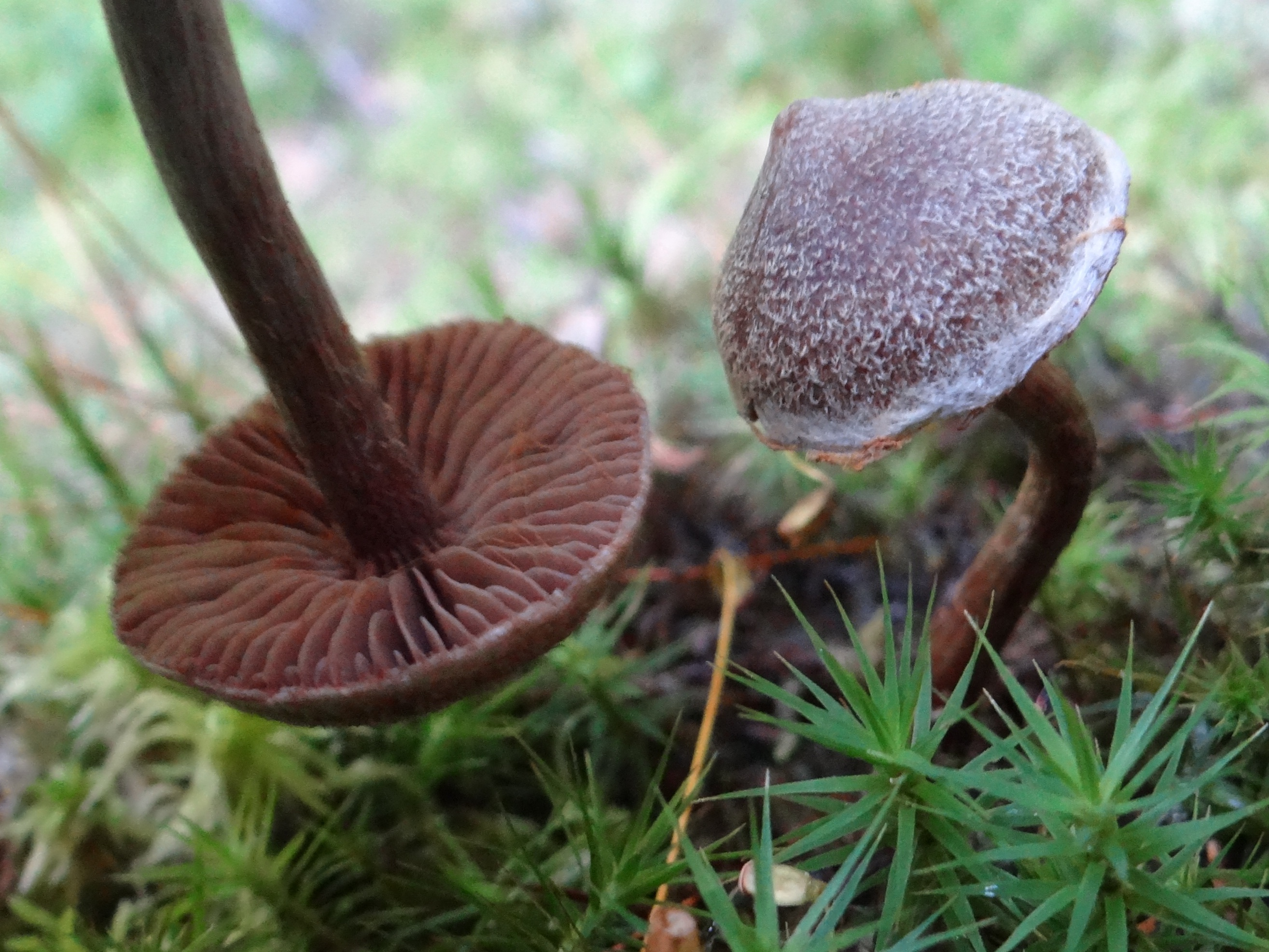
!!Cortinarius flexipes!!
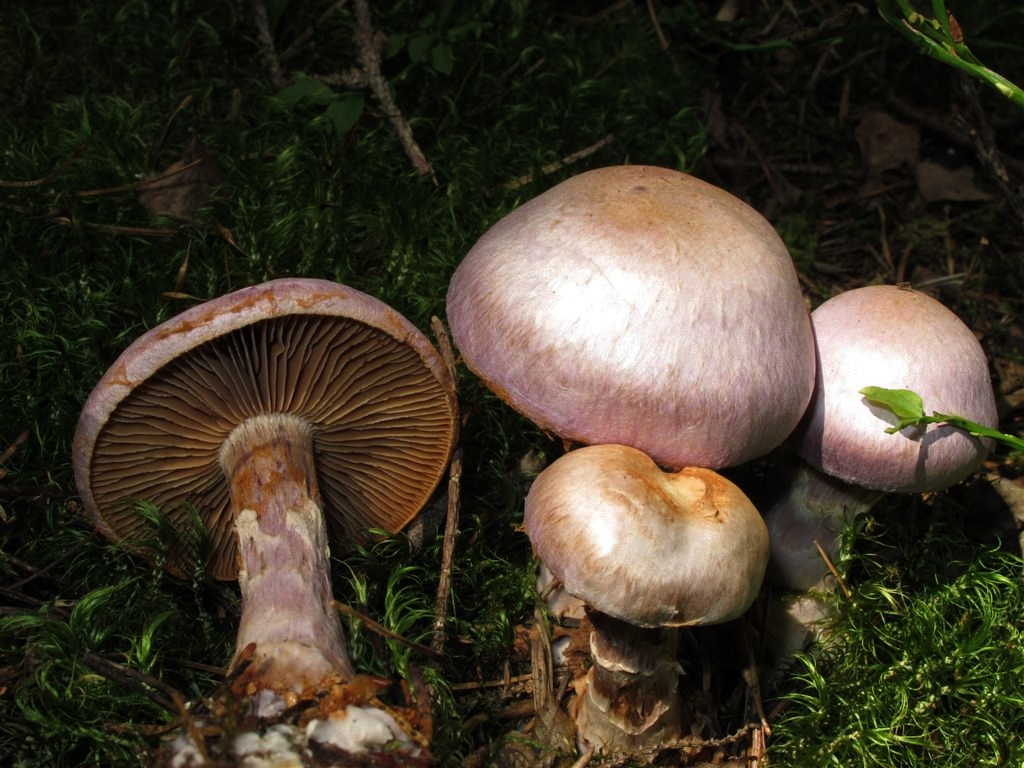
!Cortinarius variicolor!
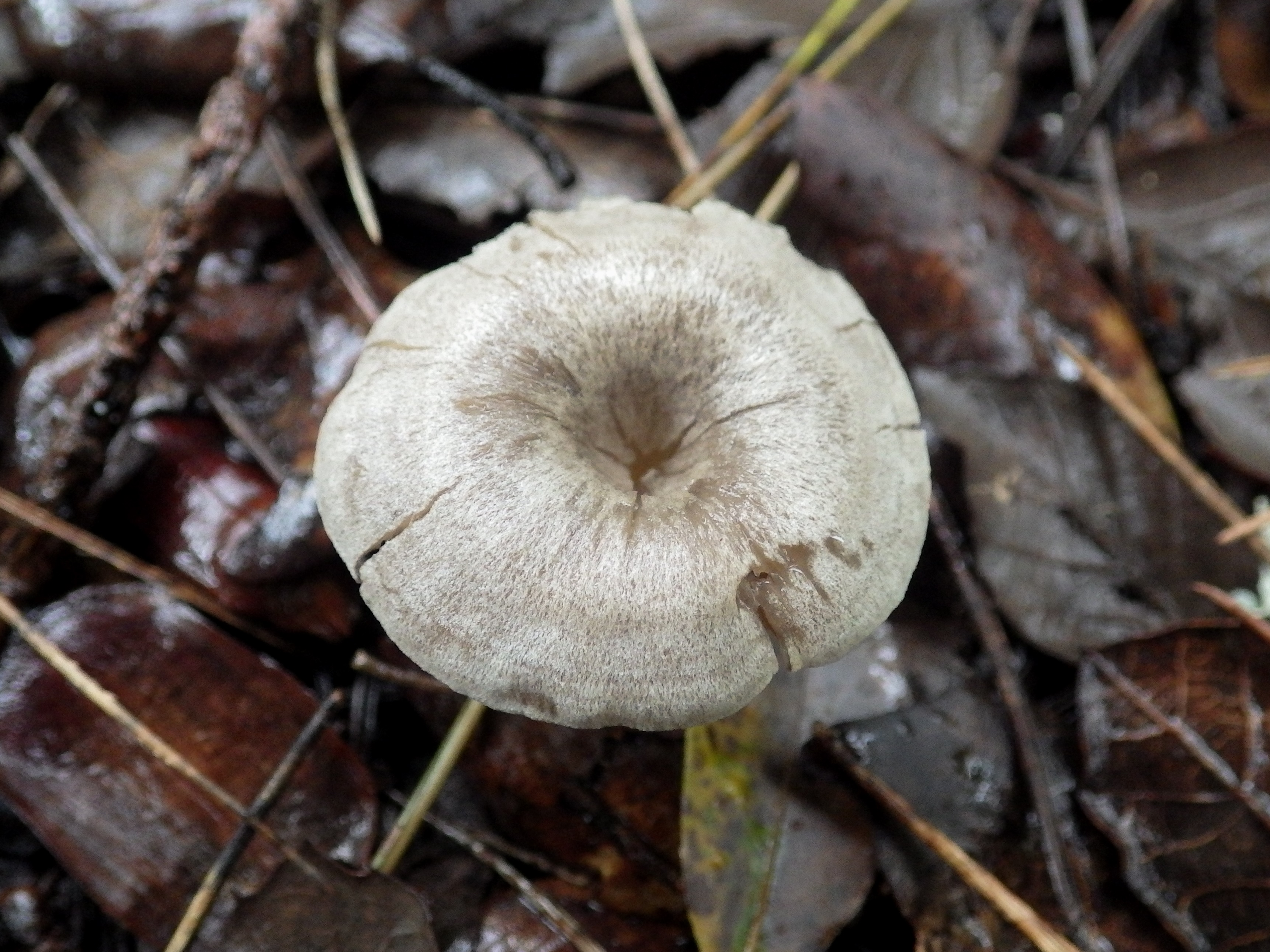
!Entoloma undatum!
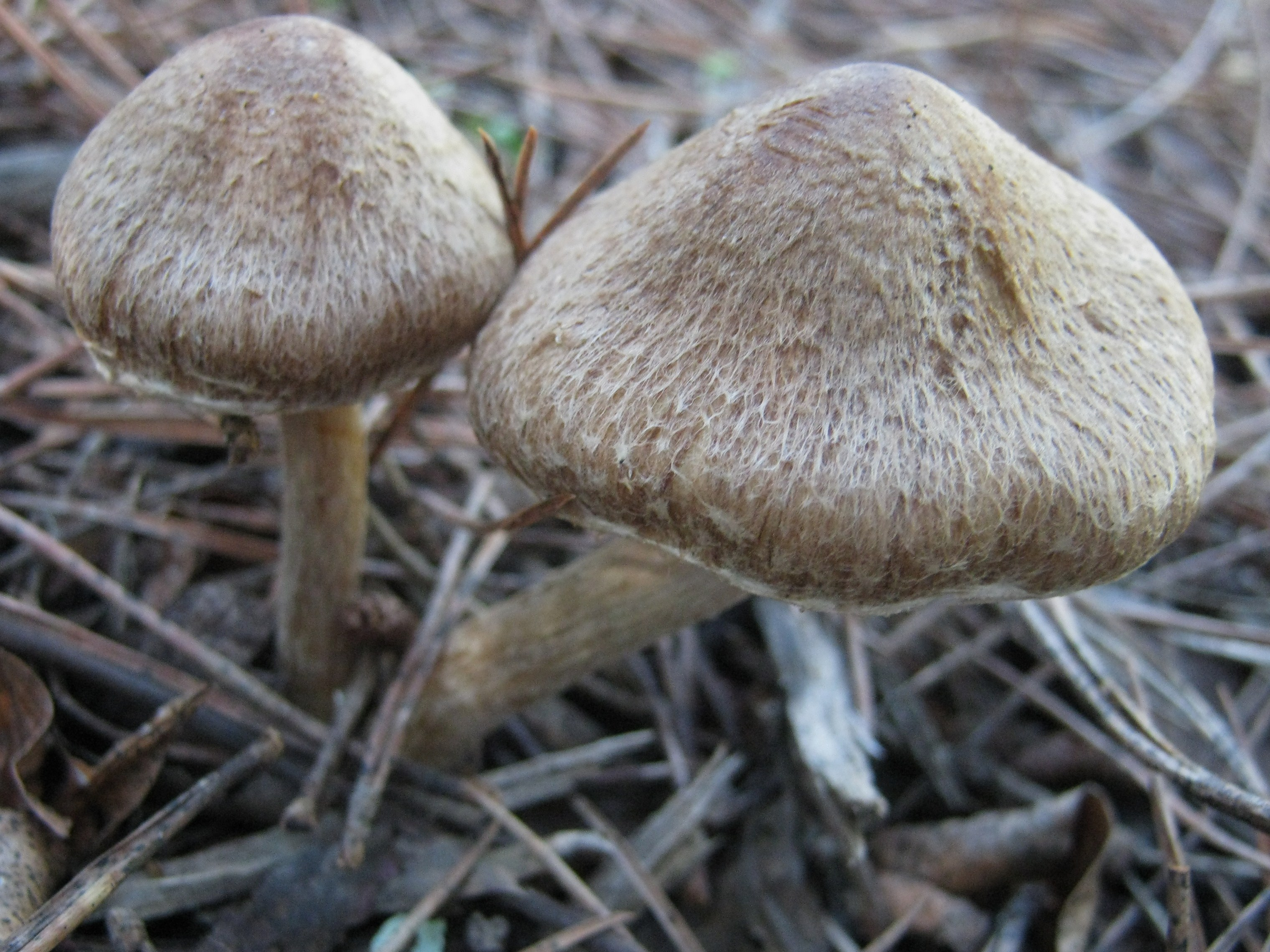
!!Inocybe bongardii!!

## Valorificare
Ciuperca este din cauza calității minore a cărnii, mirosului și gustului necomestibilă.